# NGC 2031
NGC 2031 је расејано звездано јато у сазвежђу Трпеза које се налази на NGC листи објеката дубоког неба.
Деклинација објекта је - 70° 59' 13" а ректасцензија 5h 33m 41,9s. Привидна величина (магнитуда) објекта NGC 2031 износи 10,8. NGC 2031 је још познат и под ознакама ESO 56-SC153.